# Tamás Bánusz
Tamás Bánusz (ur. 8 kwietnia 1989 w Mohaczu) – węgierski szachista, arcymistrz od 2011 roku.

## Życiorys
Osiągał sukcesy z drużyną Węgier na olimpiadach szachowych U-16: w 2003 zajął pierwsze, a w 2004 drugie miejsce. W 2005 roku uzyskał tytuł mistrza międzynarodowego. Zajął drugie miejsce w mistrzostwach Europy U-18 w 2006 roku.
W 2011 roku uzyskał tytuł arcymistrza na podstawie wyników w następujących turniejach:
- XXIV. Open Internacional Vila de Sitges (2008)
- Balaton Nemzetközi Sakkfesztivál (2009)
- First Saturday GM (2010)

Trzykrotnie uczestniczył w Pucharze Mitropa, wygrywając go w 2006 i 2012 roku.